# 1690
1690. је била проста година.

## Догађаји
- Године 1690. патријарх српски Арсеније III Чарнојевић повео је Србе у сеобу на простор Хабзбуршке монархије.

### Јун
- 26. јун — У Београду, на Калемегдану, одржан велики српски народно-црквени сабор на којем је одлучено да се прихвати позив аустријског цара Леополда на заједничку борбу против Турака, али са територије Угарске.

### Јул
- 10. јул – Битка код Бичи хеда (1690)
- 12. јул — У бици на Бојну током Славне револуције, енглески краљ Вилијам III Орански победио је католичке снаге Џејмса II.

### Август
- 21. август — Аустријски цар Леополд I донео указ, познат као „Привилегиј“, којим су Срби на територији Аустрије добили одређене повластице.

### Датум непознат
- Википедија:Непознат датум — Основана је Плочица (место)

## Смрти

### Април
- 20. април — Марија Ана од Баварске, дофина Француске